# San Cristóbal de la Vega (kommunhuvudort)
San Cristóbal de la Vega är en kommunhuvudort i Spanien.   Den ligger i provinsen Provincia de Segovia och regionen Kastilien och Leon, i den centrala delen av landet, 110 km nordväst om huvudstaden Madrid. San Cristóbal de la Vega ligger 859 meter över havet och antalet invånare är 139.
Terrängen runt San Cristóbal de la Vega är platt. Runt San Cristóbal de la Vega är det mycket glesbefolkat, med 6 invånare per kvadratkilometer. Närmaste större samhälle är Arévalo, 8,4 km sydväst om San Cristóbal de la Vega. Trakten runt San Cristóbal de la Vega består till största delen av jordbruksmark.